# Fourah Bay College

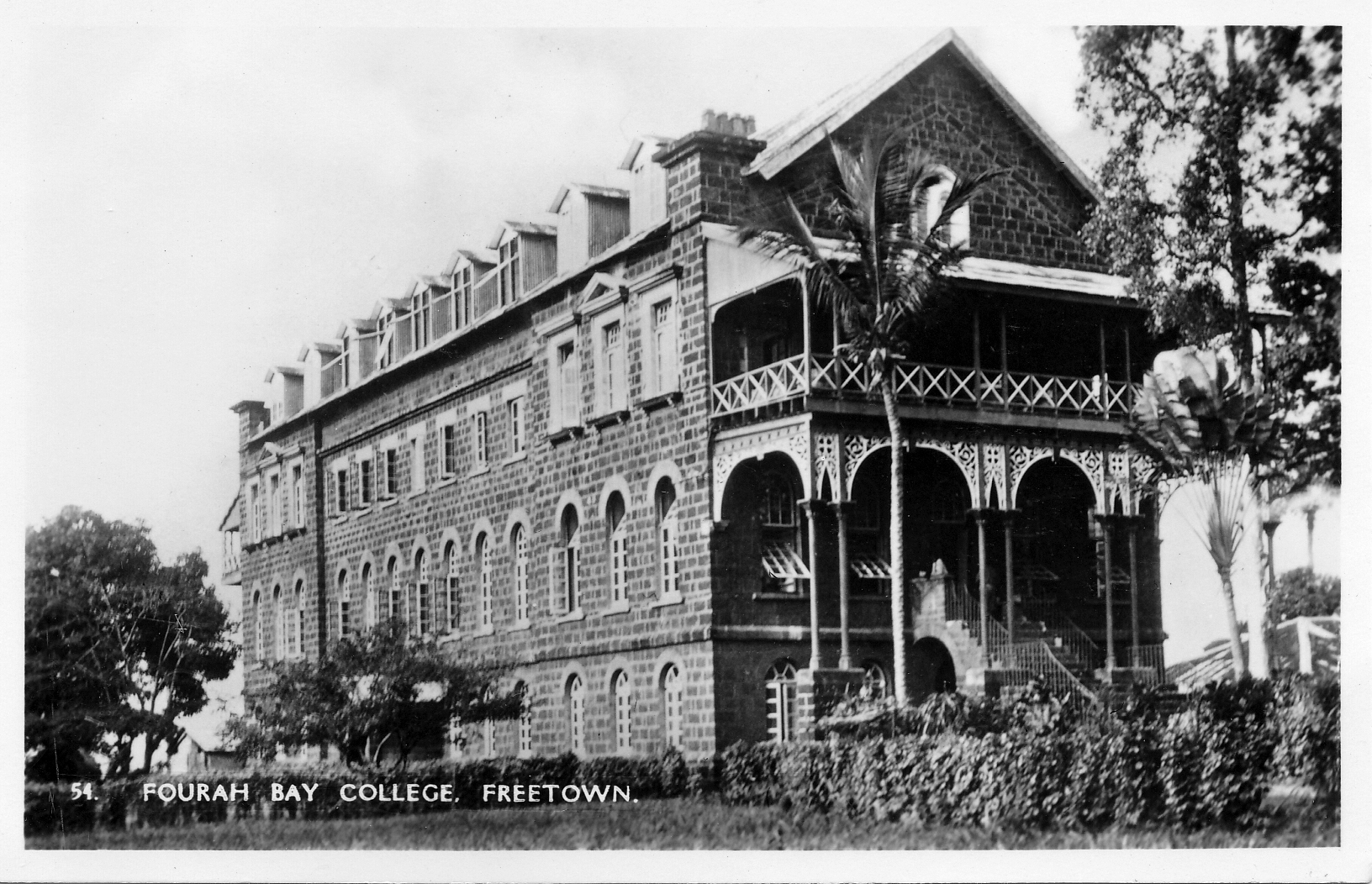
Postkarte des ehemaligen Hauptsitzes des Fourah Bay College (1930er)

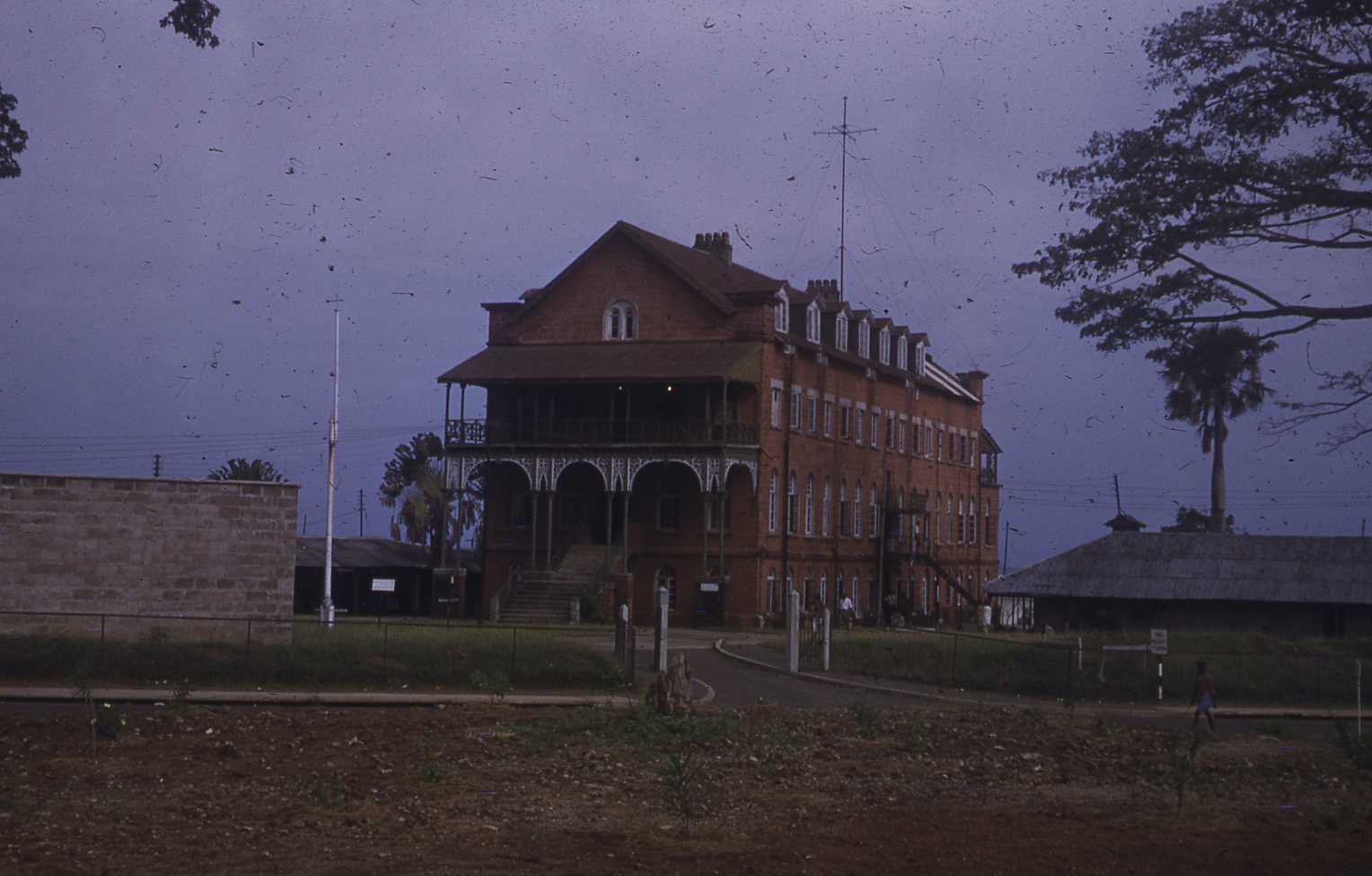
Ehemaliger Hauptsitz des Fourah Bay College (Datum unbekannt)

Das Fourah Bay College (FBC) ist die älteste Universität in Subsahara-Afrika und auch die erste, die in westlicher Art und Weise eingerichtet wurde. Sie befindet sich in Freetown, der Hauptstadt von Sierra Leone. FBC wurde am 18. Februar 1827 als anglikanische Missionsschule gegründet und ist heute Teil der University of Sierra Leone. 
Der Name stammt von der vorgelagerten Fourah-Bucht. 
Das Originalgebäude des Fourah Bay College ist ein Nationaldenkmal Sierra Leones.

## Bekannte Absolventen (Auswahl)
- Yvonne Aki-Sawyerr
- Kojo Botsio
- Henry Carr
- Samuel Ajayi Crowther
- John Karefa-Smart
- Ernest Koroma